# Paweł Sitkiewicz
Paweł Sitkiewicz (ur. 1980 w Tczewie) – polski filmoznawca, doktor habilitowany, profesor UG, pracownik Katedry Wiedzy o Filmie i Kulturze Audiowizualnej na Wydziale Filologicznym Uniwersytetu Gdańskiego.

## Życiorys
Naukowo zajmuje się historią filmu animowanego oraz kinem XX-lecia międzywojennego w Polsce i na świecie. Interesuje się też plakatem i początkami komiksu. Jest redaktorem naczelnym rocznika filmowego „Przezrocze” wydawanego przez Akademickie Centrum Kultury „Alternator” UG.

## Wybrane prace i publikacje
- 2007 – Historia i język filmu animowanego 1895-1945
- 2009 – Małe wielkie kino. Film animowany od narodzin do końca okresu klasycznego, wyd. słowo/obraz terytoria (nominowana do Nagrody im. Bolesława Michałka)
- 2011 – Polska szkoła animacji, wyd. słowo/obraz terytoria (nominowana do Nagrody im. Bolesława Michałka)
- 2012 – Miki i myszy. Walt Disney i film rysunkowy w przedwojennej Polsce, wyd. słowo/obraz terytoria
- 2019 – Gorączka filmowa. Kinomania w międzywojennej Polsce, wyd. słowo/obraz terytoria (nominowana do Nagrody Literackiej Gdynia 2020 w kategorii eseju[4]).